# 王元規
王 元規（おう げんき、516年 - 589年）は、南朝梁から陳にかけての儒学者。字は正範。本貫は太原郡晋陽県。

## 経歴
南朝梁の武陵王府中記室参軍の王瑋の子として生まれた。8歳のときに父を失い、兄弟3人とともに母に従って臨海郡に赴き、母の実家の庇護を受けた。12歳のとき、郡の土豪である劉瑱の娘との縁談が持ち上がった。元規の兄弟が幼弱だったため、元規の母が豪族の支援を求めたものであった。元規は泣いてこの婚姻に反対し、母もその言に感じて取りやめた。
元規は若くして学問を好み、沈文阿の講義を受け、18歳で『春秋左氏伝』・『孝経』・『論語』・『喪服』に通じた。中大通元年（529年）、武帝の出題した『春秋』の策問に答えて、その解答は高第に挙げられ、当時の名儒たちの賞賛を受けた。湘東王左常侍を初任とし、員外散騎侍郎に転じた。皇太子蕭綱に召し出されて、その賓客となり、学問の講義を命じられて、礼遇を受けた。後に中軍宣城王府記室参軍に任じられた。侯景の乱が起こると、元規は家族を連れて会稽に帰った。陳の天嘉年間、始興王府功曹参軍に任じられ、国子助教を兼ねた。後に助教のまま鎮東鄱陽王府記室参軍に転じた。
皇太子陳叔宝に召し出されて、学士となり、『礼記』・『左伝』・『喪服』などを講義した。国子祭酒に転じた。新安王陳伯固が宮中に入ったとき、元規の講義を聞こうと、経書を取って教えを請うた。まもなく元規は尚書祠部郎に任じられた。南朝梁以来の左伝学者たちは、賈逵や服虔の解釈を採用して、杜預を批判していたが、元規は180カ所にわたって証拠を引いて分析し、批判をしりぞけた。朝廷が吉凶の大礼を議論するときには、元規は必ずこれに参加した。母が死去したため、辞職して喪に服した。喪が明けると、鄱陽王府中録事参軍に任じられ、まもなく散騎侍郎の位を受け、南平王府限内参軍に転じた。南平王陳嶷が江州刺史となると、元規も異動に従ったが、四方から教えを請うべく江州にやってくる学徒は、つねに数十から百人におよんでいた。
禎明3年（589年）、陳が滅亡すると、隋に仕えて秦王府東閤祭酒となった。広陵で死去した。享年は74。著書として『春秋発題辞及義記』11巻、『続経典大義』14巻、『孝経義記』2巻、『左伝音』3巻、『礼記音』2巻があった。
子に王大業があった。

## 伝記資料
- 『陳書』巻33 列伝第27
- 『南史』巻71 列伝第61